# Jorge Espinoza Egoávil
Jorge Espinoza Egoávil es un abogado y político peruano. Ha sido presidente regional de Huánuco entre 2007 y 2010.
Nació en Huánuco, Perú, el 11 de mayo de 1935. Entre 1955 y 1962 cursó estudios superiores de educación y de derecho en la Universidad Nacional de Trujillo. Desde 1988 fue catedrático de la Universidad Nacional Hermilio Valdizán de Huánuco. Asimismo, fue varias veces decano del Colegio de Abogados de Huánuco, Pasco y Ucayali desde 1977 hasta 1994.
Tentó varias veces ser electo como alcalde provincial de Huánuco (elecciones municipales de 1966, 1980 y 1998), diputado o congresista por Huánuco (elecciones generales de 1980, 1985, 1990, 1995 y 2006).  Tentó también la presidencia regional de Huánuco en las elecciones del 2002 quedando en último lugar. No obtuvo la elección en ninguna de esas oportunidades. Recién en las elecciones del 2006 obtuvo un triunfo electoral siendo elegido para la presidencia regional para el periodo 2007-2010.